# Santiago García (1988)
Santiago García (Rosario, 8 de julho de 1988) é um futebolista profissional argentino que atua como defensor.

## Carreira
Santiago García começou a carreira no Rosario Central.